# Iglesia de San Miguel Arcángel (Tous)
La iglesia parroquial de San Miguel Arcángel es un templo católico situado en la plaza de la Iglesia, 1, en el municipio de Tous. Es Bien de Relevancia Local con identificador número 46.12.246-001.
Con la construcción de la presa de Tous, el antiguo núcleo del pueblo quedó a merced de las aguas, trasladándose el poblado en el otoño de 1970. En 1972 se derruyó el viejo pueblo abandonado, dejándose únicamente la iglesia, cuya torre servía de referencia del nivel de las aguas. El pórtico de la antigua iglesia fue extraído y trasladado al nuevo emplazamiento de la población, donde se emplazó en una rotonda.
La National Gallery de Londres posee el cuadro "San Miguel triunfa sobre el diablo" que originalmente se encontraba en esta iglesia y que fue realizado por Bartolomé Bermejo en 1468.